# Luigi Boer
Luigi Angelo Boer (Sestri Ponente, 9 luglio 1904 – Genova, 23 aprile 1971) è stato un calciatore italiano, di ruolo centrocampista.
Fu soprannominato Gigi e spesso il suo cognome venne italianizzato in Boero.

## Carriera
Cresciuto nel piccolo club ligure US Quarto, passa nella stagione 1922-1923 alla Rivarolese, club del genovesato che militava all'epoca in massima serie.
Al termine della stagione Boer ed il suo club retrocedono in Seconda Divisione.
Tornerà a giocare in massima divisione quando venne ingaggiato nella stagione 1925-1926 dal Genoa. In rossoblu esordirà nella vittoria casalinga per 3-0 contro il Parma del 4 aprile 1926.
Con il Grifone giocherà un solo altro incontro, ovvero la partita successiva dell'11 aprile vinta in casa contro il Mantova per 3-1.
Terminata l'esperienza in rossoblu tornerà a giocare tra le file della Rivarolese, dove chiuderà la carriera agonistica nel 1930.